# Armageddon - Incubo finale
Armageddon - Incubo finale (Annihilation Earth) è un film per la televisione del 2009, diretto da Nick Lyon. È stato originariamente trasmesso dal canale televisivo americano Syfy.

## Trama
Nel 2020, durante le ultime ore di vita della Terra, il progetto "EVE" (Electromagnetic Vacuum Energy), realizzato dagli scienziati David Wyndham e Raja nel 2010 con l'intento di rendere l'Europa indipendente dal punto di vista energetico, viene attaccato da un gruppo di terroristi mediorientali.
Uno dei tre reattori del progetto, situato a Orleans in Francia, viene fatto esplodere uccidendo oltre trenta milioni di persone e generando terremoti devastanti in Medio Oriente. Temendo che anche gli altri due reattori (uno situato a Ginevra e uno a Barcellona) siano in pericolo, Wyndham si dirige con un team di esperti verso la zona dell'esplosione, dove scopre che i terroristi sono venuti a conoscenza della "Equazione Armageddon", che se inserita nei sistemi informatici del progetto EVE può generare un buco nero in grado di distruggere l'intero pianeta. Nel frattempo Raja, sospettato di essere uno dei terroristi, fugge dalla polizia e cerca di raggiungere la centrale di Barcellona. Una volta lì, viene catturato dai terroristi e dal loro capo, Khaled, che vuole usarlo per introdursi nel sistema informatico della centrale per farla esplodere. Nel frattempo, in tutta la Terra precipitano aerei e satelliti, segno che l'esplosione della centrale è stata tanto devastante da modificare il campo magnetico terrestre, gettando la popolazione mondiale nel panico.
Paxton, superiore di Wyndham, convince lo scienziato a disattivare le centrali rimaste, anche dopo che Raja (liberatosi dai terroristi) aveva cercato di metterli in guardia, spiegando che solo tenendo le centrali in funzione si poteva impedire la formazione del buco nero; Paxton e Wyndham, infatti, temono che Raja faccia parte del gruppo terroristico.
Nel finale, le centrali di Ginevra e Barcellona vengono disattivate, causando l'esplosione del pianeta e l'estinzione del genere umano.